# فرودگاه کارنوو
فرودگاه کارنوو (به انگلیسی: Carnot Airport) یک فرودگاه همگانی با کد یاتا CRF است که یک باند فرود خاک رس دارد و طول باند آن ۱۲۰۶ متر است. این فرودگاه در کشور جمهوری آفریقای مرکزی قرار دارد و در ارتفاع ۶۰۵ متری از سطح دریا واقع شده‌است.